# Jan Stampioen

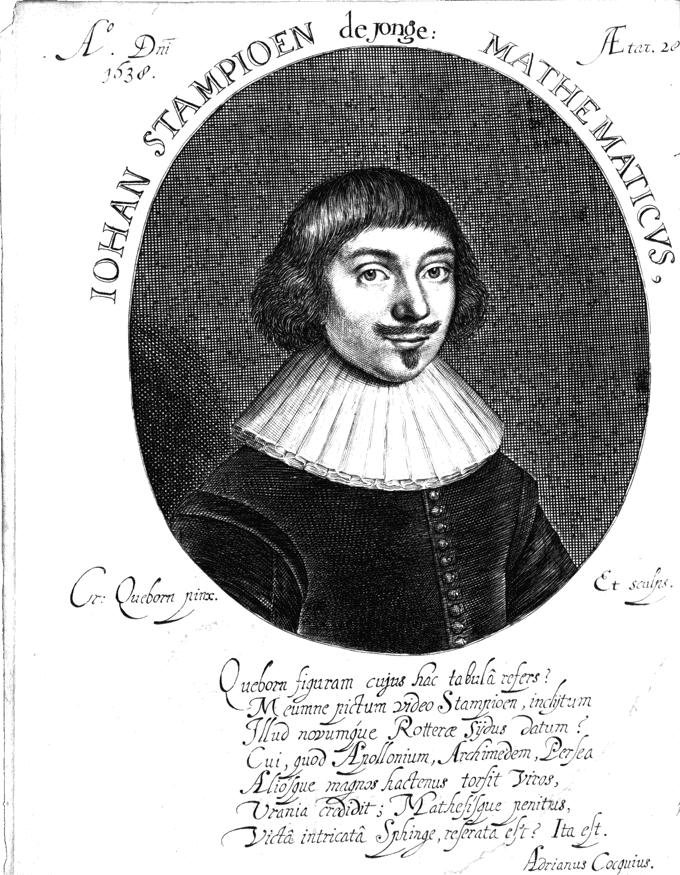
Jan Stampioen door Adrianus Cocquius

Jan Stampioen Jr., ook bekend als Jan Jansz de Jonge Stampioen of Johan Stampioen d'Jonge (Rotterdam, 1610 - Atrecht, 1653), was een Nederlands wiskundige. Hij was een zoon van Jan Jansz Stampioen de Oude, die landmeter, cartograaf en ijker was, en van Anna Willemsdr van Meijnsvoort. Hij werd bekend door zijn werk over boldriehoeksmeting, zijn lessen aan Christiaan Huygens en zijn polemiek met Descartes over derdegraadsvergelijkingen.

## Jonge jaren
Zijn vader Jan Stampioen senior was een landmeter die astronomische instrumenten maakte. Stampioen de Jonge gaf in Rotterdam les waar zijn eigen verhandeling over boldriehoeksmeting in 1632 verscheen als bijlage bij de sinustabel van hem of van Frans van Schooten Sr.
In 1633 daagde hij Descartes uit een meetkundig vraagstuk op te lossen waarvoor een vierdegraadsvergelijking nodig was. Toen Descartes deze vergelijking wel afleidde maar niet oploste, wees Stampioen Descartes' antwoord af, waardoor hij zich diens vijandschap op de hals haalde.
In 1638 verhuisde Stampioen naar Den Haag waar hij leraar werd van de twaalfjarige Willem II van Oranje-Nassau, zoon van Frederik Hendrik. Hij begon daar ook een drukkerij waar hij zijn eigen wiskundeboeken drukte, Sphaera Mundi (Latijn voor 'wereldbol') genaamd.

## Debat over derdegraadsvergelijkingen
In 1639 gaf hij zijn Algebra ofte Nieuwe Stel-regel uit over onder meer cubische vergelijkingen.
Stampioen publiceerde tevens onder een schuilnaam twee vraagstukken ter oplossing, blijkbaar als publiciteitsstunt voor zijn boek. Een van de twee vraagstukken had te maken met de juiste plaatsing van een kanon. Onder eigen naam publiceerde hij oplossingen.
De jonge landmeter Jacob A. Waessenaer kwam ook met een oplossing die een recente regel van Descartes toepaste. Stampioen verwierp deze oplossing waarna Descartes zich in de polemiek mengde.

## Overlijden in 1653
Jan Jansz Stampioen de Jonge wordt wel verward met zijn vader Jan Jansz Stampioen de Oude, die de cartograaf was, net zoals diens kleinzoon Nicolaes Stampioen. Het was ook in 1689 zijn zoon en astronoom Nicolaes Stampioen en niet Jan Jansz Stampioen de Jonge, die lid was van een commissie om een voorgestelde oplossing van het probleem van de lengtemeting op zee te beoordelen, omdat volgens een notariële verklaring van 9 december 1681 te Rotterdam, Jan Jansz Stampioen de Jonge reeds in 1653 in Arras om het leven is gekomen bij een buskruitexplosie. Dit komt overeen met het testament van 14 september 1660 van zijn vader, Jan Jansz Stampioen de Oude, waarin hij als zaliger aangeduid wordt, en met de vermeldingen in het weeskamerarchief van Rotterdam in 1653. Verder is er over zijn leven wel iets bekend. Hij komt bijvoorbeeld voor in het Journael van Isaac Beeckman, rector van de Latijnse school van Dordrecht, met wie hij herhaaldelijk samenwerkte.

## Leraar van Christiaan Huygens
Zijn beroemdste leerling was Christiaan Huygens, die in 1644 samen met zijn broer Constantijn junior les van hem kreeg. Er is een studieadvies van Stampioen voor Christiaan overgeleverd voor wis-, natuur- en sterrenkunde.

## Publicaties
- I.I. Stampioen, Tabulae sinuum tangentium et secantium, ad radium 10 000 000. Met 't gebruyck der selve in rechtlinische triangulen. Met correcties door Fr[ans]. van Schooten ende in 't cort bij gevoecht d'ontbindinge der sphaerische triangulen met noch eenige constige geometrische ende polygonaelsche questien. Rotterdam, Bastiaensz., 1632. Bevat tevens Kort by-voeghsel der sphaerischer triangulen
- J. Stampioen d'Jonghe, Resolutie ende ontbindinghe der twee vraeghstucken, in 1632 voorghestelt. Rotterdam, 1634
- J. Stampioen d'Jonghe, Solutie op alle de quaestiën, openbaer aangeslagen ende voor-gestelt door Ex. de Decker, waer bijgevoeght zijn d'ontbindinghe der twee vraegh-stucken in 1632 door dens. voor-gestelt, enz. Rotterdam, 1634
- J. Stampioen d'Jonghe, Algebra ofte nieuwe stel-regel waerdoor alles ghevonden wordt in de wis-kunst, wat vindtbaer is. Den Haag, "ghedruckt ten huyse van de Autheur in sphaera mundi", 1639.
- J. Stampioen d'Jonghe, Openbaringhe der valscher pracktycken, ghepleegt door Jac. à Wassenaer over het on-wis-constigh nae-bootsen der solutie, ghedawen door Johs. Stampioen de Jonghe in 1638. Den Haag, 1638
- I.I. Stampioen, Wis-konstigh ende reden-maetigh bewys op den reghel fol: 25, 26 en 27 van sijn boeck ghenaemt den nieuwen stel-regel. Den Haag, Sphaera Mundi, 1640. Bevat tevens: Vervolgh op zijn reden-maetigh bewijs en Verclaringhe over het gevoelen by de E.H. professoren matheseos der Universiteyt tot Leyden uyt-ghesproken, nopende den regel fl. 25 van I. Stampioen (met Jacob Gool en Frans van Schooten), en Derden dagh-vaerd brief gesonden aen Iacob A. Waessenaer door J. Stampioenius (1639)
- Johan Stampioen de Jonge, Tweeden Dagh-vaerd Brief gesonden aenden Student van Padua, anders ghenoumt Iacob A: Waessenaer, eens-deels: op dat hy zijn beloften maintineere. Ten anderen: op dat hy bevvijse het gene van hem geschreven is, tegen den nievven stel-regel van Johan Stampioen de Jonghe. [Anoniem, 1639]
- Jan Jansz Stampioen/ Dirck Rembrantsz van Nierop kaart Hemelspleyn 1664, Hendrick Doncker Amsterdam
- Jan Stampioen, Het Hooge Heemraedtschap van Schielandt gemeten ende (...) in caert gebracht door Jan Stampioen; in coper gesneden en geteeckent door J. Vingboons (kaart, 9 bladen), eerste druk 1660 [TUD], tweede druk, Rotterdam 1684, zesde druk 1765